# Franco Venturi
Franco Venturi (Roma, 16 maggio 1914 – Torino, 14 dicembre 1994) è stato uno storico italiano, professore dell'Università di Torino, studioso dell'Illuminismo italiano ed europeo e del populismo russo. Fu esule antifascista, detenuto nelle carceri fasciste e attivo nella Resistenza nelle file di Giustizia e Libertà.

## Biografia
Nipote di Adolfo Venturi e figlio di Lionello Venturi, i noti critici d'arte, la sua famiglia si trasferì nel 1915 da Roma a Torino, dove il padre assunse la cattedra di Storia dell'arte. Franco Venturi studiò nel Liceo "Vittorio Alfieri", da cui dovette ritirarsi il 26 gennaio 1932 per seguire la famiglia in esilio a Parigi.
Infatti nel 1932 Lionello Venturi si rifiutò di prestare giuramento di fedeltà al fascismo e si trasferì con la famiglia a Parigi dove Franco s'iscrisse alla Facoltà di arte della Sorbona, conobbe numerosi esponenti dell'emigrazione antifascista e aderì al movimento Giustizia e Libertà di Carlo Rosselli. Dal 1933 collaborò al settimanale « Giustizia e Libertà » e ai «Quaderni di Giustizia e Libertà», tenendovi la rubrica Stampa amica e nemica di commento della stampa fascista e internazionale, criticandovi la politica italiana e la collaborazione della Chiesa con le dittature fasciste.

Franco Venturi al confino di Avigliano, 1941

Contemporaneamente indirizzava i suoi studi alla storiografia, con un particolare interesse per l'Illuminismo. Il primo risultato fu la pubblicazione del saggio Jeunesse de Diderot, del 1939, e lo studio su Dalmazzo Francesco Vasco, del 1940. Nel 1939 la sua famiglia si era già trasferita a New York e Franco, quando cercò di raggiungerla, dopo l'occupazione tedesca di Parigi, fu arrestato in Spagna e detenuto per quasi un anno nel sotterraneo di un convento adibito a carcere. La fame sofferta gli suggerirà di assumere il soprannome Nada (niente, in spagnolo) nella lotta antifascista.
Consegnato alle autorità italiane nel marzo del 1941, fu incarcerato a Torino e poi trasferito ad Avigliano. Qui rimase fino alla caduta di Mussolini. Tornato a Torino, fu parte attiva del Partito d'Azione torinese con Giorgio Agosti, Dante Livio Bianco, i fratelli Alessandro e Carlo Galante Garrone, e Giorgio Vaccarino. Curò la redazione del supplemento piemontese del giornale di partito « L'Italia libera » e la sua diffusione clandestina nel Piemonte occupato dai tedeschi. Uscirono nove numeri, dedicati agli scioperi delle fabbriche torinesi e alle iniziative dei partigiani. Dal febbraio del 1944 furono stampati clandestinamente il mensile Voci d'Officina, dedicato particolarmente alle lotte operaie contro il fascismo, e venti opuscoli, «I quaderni dell'Italia libera», oltre ad articoli nei «Nuovi quaderni di Giustizia e Libertà» della casa editrice La fiaccola di Milano.
Alla fine della guerra diresse il quotidiano torinese GL, dove espresse la sua preoccupazione per la difficoltà di ottenere in Italia un'autentica svolta democratica e per l'evolversi di una divisione del mondo in due sfere d'influenza. Nel 1947 fu nominato addetto culturale dell'ambasciata d'Italia a Mosca, dove rimase fino al 1950 e vi elaborò il materiale che porterà, nel 1952, alla pubblicazione de Il populismo russo, una fondamentale ricostruzione del movimento rivoluzionario russo dell'Ottocento. Nel 1948 aveva già pubblicato Jean Jaurès e altri storici della Rivoluzione francese, facendo conoscere al pubblico italiano, oltre allo storico socialista, maestri della storiografia quali Albert Mathiez e Georges Lefebvre.

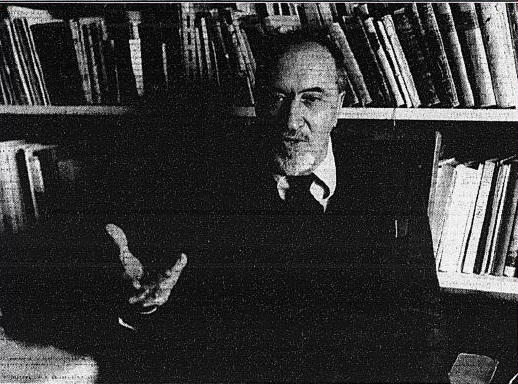
Franco Venturi a Torino, 1989

Tornato in Italia, nel 1951 ottenne la cattedra di Storia medievale e moderna nell'Università di Cagliari, nel 1955 passò all'Università di Genova, per approdare nel 1958 alla cattedra di Storia moderna della Facoltà di lettere e filosofia dell'Università di Torino, che tenne fino al 1984, divenendo nel 1989 professore emerito. Nel 1959 aveva assunto la direzione della « Rivista storica italiana » e nel 1969 aveva tenuto a Cambridge lezioni sull'Illuminismo, base del suo volume Utopia e riforma nell'Illuminismo, edito nel 1970.
Per quarant'anni lavorò intorno all'Illuminismo italiano ed europeo, pubblicando i cinque volumi (in complessivi sette tomi) del Settecento riformatore, usciti dal 1969 al 1990 (opera restata, peraltro, incompiuta), e curando con altri storici la pubblicazione di scritti degli Illuministi italiani per l'editore Ricciardi. Suo è anche il celebre studio l'Italia fuori d'Italia, compreso nel terzo volume della Storia d'Italia Einaudi, che ottenne il « Premio Federico Chabod » dell'Accademia Nazionale dei Lincei. Dalla medesima Accademia ricevette nel 1980 il Premio Feltrinelli di Storia, Geografia storica e antropica. Fu membro e, per alcuni anni presidente, del Comitato scientifico della Fondazione Luigi Einaudi di Torino.
Nel 1990 perse la moglie Gigliola Spinelli, sorella di Altiero.
Franco Venturi morì il 14 dicembre 1994, due giorni dopo aver ottenuto il « Sigillo Civico », il massimo riconoscimento conferito dal Municipio di Torino a personalità cittadine su proposta del Centro Pannunzio di Torino.

## Opere
- Jeunesse de Diderot (de 1713 à 1753), Paris, Skira, 1939 (poi Giovinezza di Diderot: 1713-1753, Palermo, Sellerio, 1988)
- Dalmazzo Francesco Vasco (1732-1794), Paris, Droz, 1940
- Le origini dell'Enciclopedia, Roma-Firenze-Milano, Edizioni U, 1946 (poi Torino, Einaudi, 1963)
- L'antichità svelata e l'idea di progresso in Nicolas-Antoine Boulanger, Bari, Laterza, 1947
- Jean Jaurès e altri storici della Rivoluzione francese, Torino, Einaudi, 1948
- Il populismo russo, 2 voll., Torino, Einaudi, 1952 (seconda edizione: 3 voll., Torino, Einaudi, 1972); 3 voll., Milano-Udine, Mimesis, 2021
- Alberto Radicati di Passerano, Torino, Einaudi, 1954
- Il moto decabrista e i fratelli Poggi, Torino, Einaudi, 1956
- Esuli russi in Piemonte dopo il '48, Torino, Einaudi, 1959
- Discussion entre historiens italiens et soviétiques, Paris, Droz, 1966
- Settecento riformatore, I: Da Muratori a Beccaria, Torino, Einaudi, 1969
- Utopia e riforma nell'Illuminismo, Torino, Einaudi, 1970
- Settecento riformatore, II: La chiesa e la repubblica entro i loro limiti (1758-1774), Torino, Einaudi, 1976
- Settecento riformatore, III: La prima crisi dell'Antico Regime (1768-1776), Torino, Einaudi, 1979
- Settecento riformatore, IV: La caduta dell'Antico Regime (1776-1789), 2 t., Torino, Einaudi, 1984
- Settecento riformatore, V: L'Italia dei lumi (1764-1790), 2 t., Torino, Einaudi, 1987-1990
- La lotta per la libertà. Scritti politici, a cura di L. Casalino, Torino, Einaudi, 1996 ISBN 978-88-06-14122-6
- Franco Venturi e la Russia. Con documenti inediti, a cura di Antonello Venturi, Milano, Feltrinelli, 2006, ISBN 880799061X.
- Alessandro Galante Garrone, Franco Venturi, Vivere eguali. Dialoghi inediti intorno a Filippo Buonarroti, a cura di M. Albertone, Reggio Emilia, Diabasis, 2009 ISBN 978-88-8103-663-9